# Fitocrom

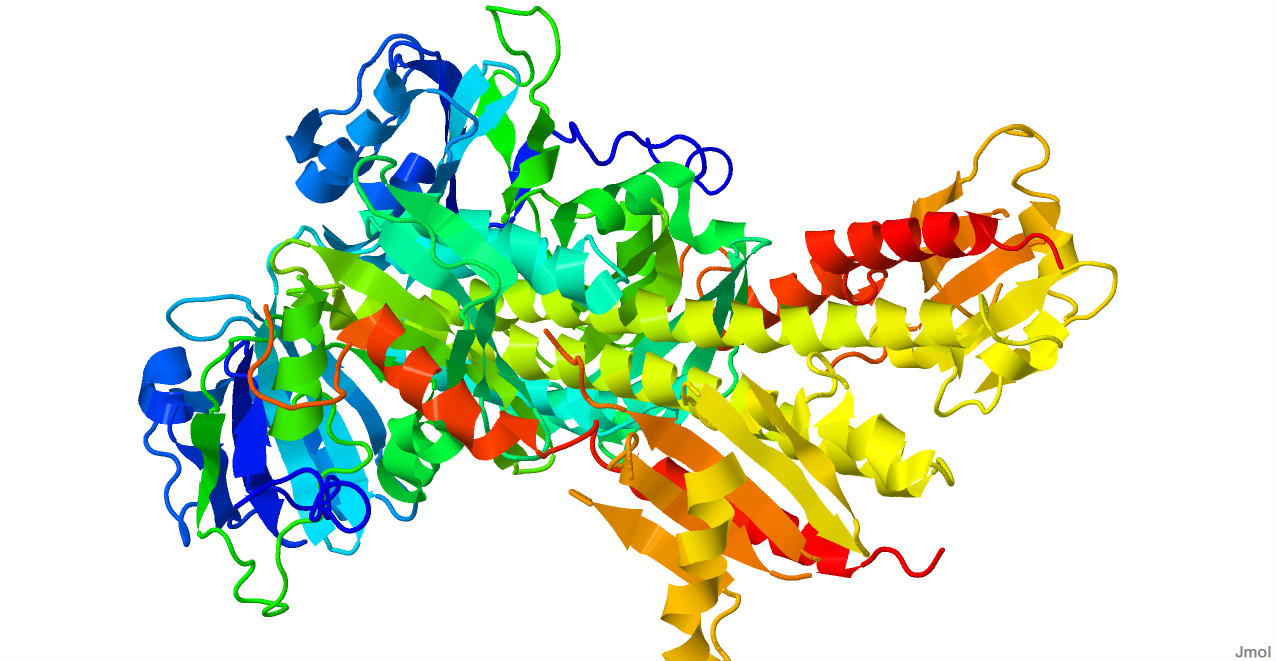
Estructura cristallina del fitocrom

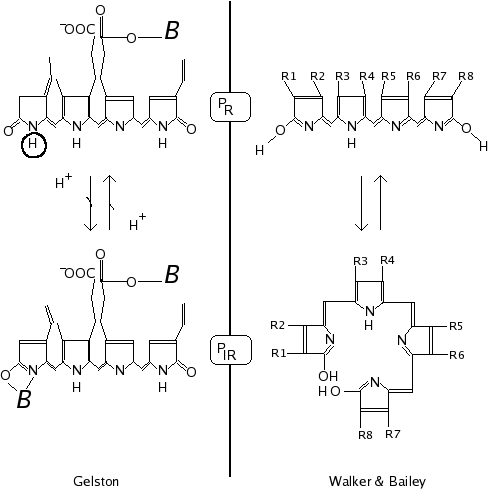
Espectre d'absorció del fitocrom de la civada (Devlin, 1969)

El fitocrom és una proteïna fotoreceptora, un pigment que les plantes utilitzen per detectar la llum. És sensible a la regió de llum del roig i ultraroig de l'espectre visible. Moltes plantes fan servir el fitocrom per regular el moment de l'antesi (florida) basant-se en la llargada del dia i de la nit (fotoperiodisme) i per ajustar els ritmes circadiaris. També regula altres respostes incloen la germinació de les llavors (fotoblàstia), l'allargament de les plàntules, la mida, forma i nombre de les fulles, la síntesi de la clorofil·la i el redreçament del ganxo de l'epicòtil o hipocòtil de les plàntules dicotiledònies. Es troba en les fulles de la majoria de les plantes.
Bioquímicament el fitocrom és una proteïna amb un cromòfor bilina (tetrapirrol).
S'ha trobat fitocrom a la majoria de les plantes incloent-hi totes les plantes superiors; una estructura similar s'ha trobat en alguns bacteris. Un fragment del fitocrom bacterià té una estructura proteica en tres dimensions.
Altres fortoreceptors de les plantes inclouen els criptocroms i la fototropina,els quals són sensibles a la llum en la regió delblau i ultraviolada de l'espectre.

## Estructura
El fitocrom consta de dues cadenes idèntiques (A i B). Cada cadena té un domini PAS i domini GAF. El domini PAS serveix com a sensor senyalitzador i el domini GAF és el responsable d'enllaçar a cGMP i també detecta els senyals de llum. Juntes, aquestes subunitats formen la regió fitocrom, la qual regula els canvis fisiològics en les plantes en condicions de canvis en la llum en roig i ultraroig. En les plantes, la llum vermella fa canviar el fitocrom cap a la seva forma biològicament activa, mentre l'ultra roig la canvia a la forma inactiva.

## Descobriment
El pigment fitocrom va ser descobert per Sterling Hendricks i Harry Borthwick al centre de recerca d'agricultura dels Estats Units de Beltsville a Maryland durant el període de la dècada de finals de 1940 a principis de la de 1960 fent servir un espectrògraf quan van veure que la llum roja era efectiva per promoure la germinació de i la floració. La resposta de la llum roja era reversble en l'ultra roig cosa que indicava la presència d'un pigment fotoreversible.
El fitocrom va ser identificat el 1959 usant un espectrofotòmetre pel biofísic Warren Butler i els bioquímic Harold Siegelman. Butler li va donar el nom de fitocrom.

El 1996 un gen del genoma del cianobacteri Synechocystis es va trobar que tenia una lleugera similitud amb els fitocroms de les plantes essent la primera evidència de fitocrom fora del regne de les plantes.Després es va trobar fitocrom en altres procariotes incloent Deinococcus radiodurans i Agrobacterium tumefaciens.

## Enginyeria genètica
Cap a 1989 es van produir plantes transgèniques que produïen grans quantitats de fitocroms (overexpressió). Amb això les plantes gasten menys energia en el creixement i hi pot haver beneficis pràctics com per exemple les làmines de les fulles que creixen més a poc a poc que les (gespes) no transgèniques no cal segar-les tan sovint o les plantes poden transferir més energia a la llavor en lloc de críxer tan altes.

## Altres fonts
- Hua Lia, Junrui Zhangb, Richard D. Vierstra, and Huilin Lia Quaternary organization of a phytochrome dimer as revealed by cryoelectron microscopy PNAS June 1, 2010, doi:10.1073/pnas.1001908107
- http://www.ars.usda.gov/is/timeline/light.htm
- http://www.mobot.org/jwcross/duckweed/phytochrome.htm#tetrapyrrole Arxivat 2016-11-26 a Wayback Machine.
- http://ucce.ucdavis.edu/files/filelibrary/616/17562.htm Arxivat 2005-03-02 a Wayback Machine.
- Terry and Gerry Audesirk. Biology: Life on Earth.
- Linda C Sage. A pigment of the imagination: a history of phytochrome research. Academic Press 1992. ISBN 0-12-614445-1